# حفیظ عبدالصادق

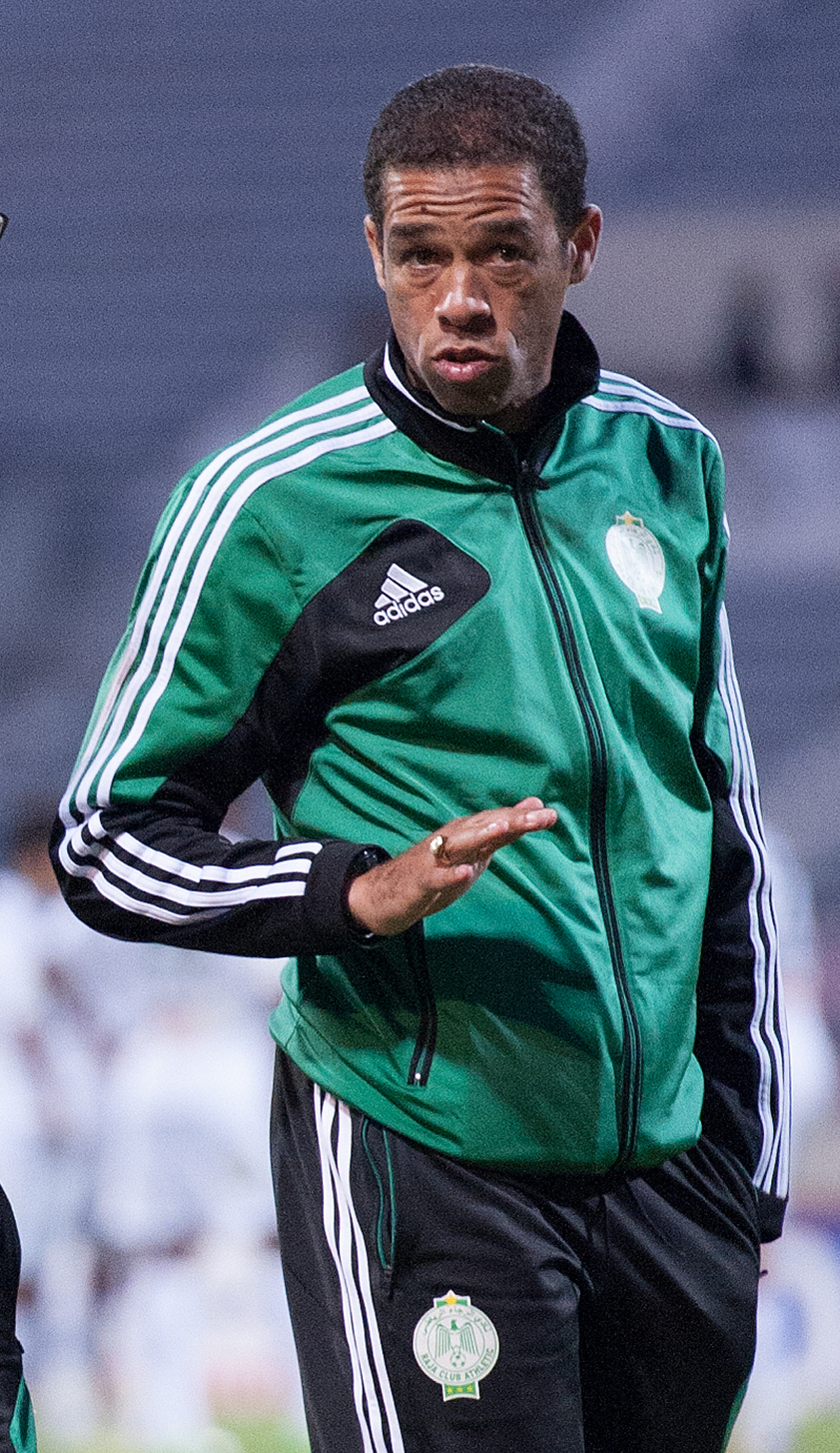
حفیظ عبدالصادق - ۲۰۱۴

حفیظ عبدالصادق (انگلیسی: Hafid Abdessadek؛ زادهٔ ۲۴ فوریهٔ ۱۹۷۴) بازیکن فوتبال اهل مراکش بود.
از باشگاه‌هایی که در آن بازی کرده‌است می‌توان به باشگاه ورزشی مغرب فاسی، باشگاه فوتبال ارتش سلطنتی مراکش، و باشگاه فوتبال الرجا اشاره کرد.